# Шуйский, Герман Алексеевич
Герман Алексеевич Шуйский (29 апреля, 1937, Кольчугино, Владимирская область, РСФСР, СССР) — советский футболист. Мастер спорта СССР.

## Биография
Начал играть в юношеской команде «Цветные металлы» (Кольчугино) в 1953 году.
В 1956 году оказался в любительском коллективе «Крылья Советов» из Белой Калитвы, где его заметили тренеры ростовского СКА, в дублирующем составе которого прошёл службу в рядах Вооружённых Сил СССР, после чего вернулся в Белую Калитву.
В 1962 году форвард по рекомендации Юрия Романова был приглашён в одесский «Черноморец», в составе которого отыграл два года. Выступал за сборную УССР.
Игровую карьеру Шуйский продолжил в винницком «Локомотиве», в 1964 году стал вместе с командой чемпионом УССР, после чего по году отыграл за николаевский «Судостроитель» и измальский «Дунаец», в составе которого является лучшим бомбардиром в первенстве СССР за историю.
Последней командой мастеров нападающего был енакиевский «Шахтёр», расставшись с которым в 1968 году Шуйский доигрывал в лучшем любительском клубе Одесской области в эпоху СССР — татарбунарском «Восстании», дважды становился чемпионом и обладателем Кубка Одесской области.
Завершив карьеру, Герман Алексеевич перешёл на тренерскую и административную работу, занимался арбитражом и инспектированием матчей чемпионата Одесской области, долгое время возглавлял Комитет ветеранов федерации футбола Одесской области, а ныне преподаёт физкультуру в одесской общеобразовательной школе номер 110.
По инициативе Шуйского в 1996 году был учреждён традиционный ветеранский Кубок памяти Юрия Заболотного.